# Musée Emil-Aaltonen
Le musée Emil-Aaltonen (finnois : Emil Aaltosen museo) est un musée installé dans le château de Pyynikki situé dans le quartier de Pyynikinrinne à Tampere en Finlande.

## Collections du musée

### Artistes
Les collections du musée Emil Aaltonen sont principalement composées d'art finlandais ancien.
Emil Aaltonen appréciait particulièrement les artistes techniquement habiles, maîtrisant leur sujet et sachant comment transmettre leurs émotions.
Il aimait l'art figuratif.
Parmi se artistes peintres préférés il appréciait Albert Edelfelt dont les peintures combinaient le réalisme et romantisme.
Le modernisme ne l'enthousiasmait pas, pourtant sa collection comprend des œuvres expressionnistes de Gabriel Engberg (fi),.
Parmi les artistes exposés, les œuvres d'Aleksander Lauréus (fi) et de Robert Wilhelm Ekman montrent une influence romantique et l'héritage des ateliers d'artiste.
Les collections de l'école de peinture de Düsseldorf présentent des œuvres de Werner Holmberg (fi), Victor Westerholm et Fanny Churberg, qui ont déjà fait un pas vers la peinture sur le motif.
Dans les collections influencées par le naturalisme et le réalisme on peut voir des tableaux de Albert Edelfelt, Helene Schjerfbeck, Maria Wiik et de Fredrik Ahlstedt.
Emil Aaltonen a aussi acquis des œuvres d'Adolf von Becker, de Hjalmar Munsterhjelm (fi) et des frères Ferdinand von Wright, Magnus von Wright et Wilhelm von Wright.
Le musée expose aussi quelques œuvres étrangères,.

### Œuvres
Parmi les collections du musée citons les œuvres suivantes :
- Gunnar Berndtson, Vanha laulu, 1889
- Elin Danielson-Gambogi, Aamupesu, années 1880
- Albert Edelfelt, Kirsikkatyttö, 1878
- Albert Edelfelt, Torpan tyttö, 1898
- Albert Edelfelt, Uusmaalainen merimies, 1896
- Robert Wilhelm Ekman, Talonpoikaistanssit, 1845
- Pekka Halonen, Kevättalvea Myllykylässä, 1898
- Werner Holmberg (fi), Poppelikuja, 1857
- Alexander Lauréus (fi), Peliseura, non daté
- Alexander Lauréus, Viininviljelijän perhe, 1822
- Helene Schjerfbeck, Nuori tyttö, non daté
- Hugo Simberg, Lammastyttö, 1913
- Johannes Takanen (fi), Tytön pää, 1881
- Maria Wiik, Nainen ja päivänvarjo, 1886
- Ferdinand von Wright, Nuolihaukkapari, 1892[2],[4].

## Galerie

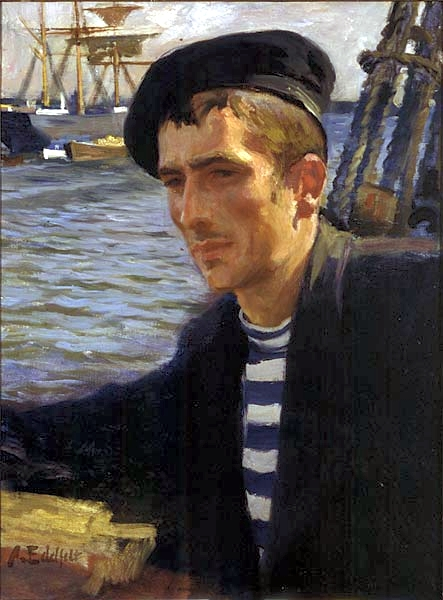
Marin de l'Uusimaa par Albert Edelfelt